# Thomas Snow Beck
Thomas Snow Beck FRCS FRS (1814 — 6 de janeiro de 1877) foi um médico e cirurgião britânico.
Qualificou-se em medicina em Londres. Em 1845 recebeu e Medalha Real, por seu artigo não publicado On the nerves of the uterus. O artigo foi posteriormente publicado, porém a medalha foi disputada pelo cirurgião escocês residente em Londres Robert Lee, que publicou um artigo anteriormente sobre o assunto e chegou a conclusões diferentes. Esta controvérsia levou à reforma do processo de premiação da Medalha Real, e possivelmente contribuiu para a entrega dos cargos de presidente e secretário da Royal Society. Beck também efetuou outros trabalhos sobre nervos. Foi eleito Membro da Royal Society em 1851.